# 압둘라 알마유프
압둘라 이브라힘 알마유프(아랍어: عبد الله إبراهيم المعيوف, Abdullah Ibrahim Al-Mayouf, 1987년 1월 23일 ~ )는 사우디아라비아의 축구 선수이다. 현재 알샤바브에서 활약하고 있으며, 포지션은 골키퍼다.

## 클럽 경력
압둘라 알마유프는 알힐랄 청소년 팀에서 발탁되었으나 한 시즌 후에 팀을 떠났다.

### 알힐랄
2007년에 알마유프는 알힐랄과 계약을 했다. 그는 2009년에 프로 축구의 첫 시합을 했지만, 2013/14시즌에는 성인팀에 뛰게 되었다. 다음 시즌에 크라운 프린스 컵에서 우승했다. 2015년에 리그와 킹스 컵에서 우승했다. 6월 1일, 알아흘리는 알마유프의 계약을 갱신하려고 했고 그는 개인적인 이유로 거절했다

## 국가대표팀 경력
2018년 사우디아라비아 축구 국가대표팀 2018년 FIFA 월드컵 최종명단에 이름이 올랐다.

## 통계
- 2018년 1월 7일 기준

| 클럽     | 시즌    | 리그 | 리그 | 크라운 프린스 컵 | 크라운 프린스 컵 | 사우디 챔피언스컵 | 사우디 챔피언스컵 | 사우디 슈퍼 컵 | 사우디 슈퍼 컵 | AFC 챔피언스리그 | AFC 챔피언스리그 | 합계 | 합계 |
| 클럽     | 시즌    | 경기 | 득점 | 경기             | 득점             | 경기              | 득점              | 경기           | 득점           | 경기             | 득점             | 경기 | 득점 |
| -------- | ------- | ---- | ---- | ---------------- | ---------------- | ----------------- | ----------------- | -------------- | -------------- | ---------------- | ---------------- | ---- | ---- |
| 알아흘리 | 2013-14 | 23   | 0    | 1                | 0                | 5                 | 0                 | -              | -              | -                | -                | 29   | 0    |
| 알아흘리 | 2014-15 | 25   | 0    | 4                | 0                | 1                 | 0                 | -              | -              | 9                | 0                | 39   | 0    |
| 알아흘리 | 2015-16 | 4    | 0    | 0                | 0                | 1                 | 0                 | -              | -              | 2                | 0                | 7    | 0    |
| 알힐랄   |         |      |      |                  |                  |                   |                   |                |                |                  |                  |      |      |
| 2016-17  | 26      | 0    | 3    | 0                | 4                | 0                 | 1                 | 0              | 8              | 0                | 42               | 0    |      |
| 2017-18  | 9       | 0    | -    | -                | 0                | 0                 | -                 | -              | 6              | 0                | 15               | 0    |      |
| 통산     | 통산    | 86   | 0    | 8                | 0                | 11                | 0                 | 1              | 0              | 25               | 0                | 132  | 0    |

## 수상 내역

### 클럽
- 알아흘리

- 사우디 페더레이션 컵 (1):2007
- 크라운 프린스 컵 (2):2006-07, 2014-15
- 걸프 클럽 챔피언컵 (1): 2008
- 챔피언스컵 (3): 2011, 2012, 2016
- 사우디 프로리그 (1): 2015-16

- 알힐랄

- 사우디 프로리그 (1): 2016-17
- 챔피언스컵 (1): 2017